# Pizzolo (gastronomia)
Il pizzolo (pizzòlu in siciliano) è un prodotto tipico della cucina siciliana, in particolare di quella di Sortino.
Consiste in una pizza tonda di circa 29 cm di diametro ma leggermente più spessa, per poter essere tagliata in mezzo, superficialmente condita con olio, origano, parmigiano e sale (a mo' di focaccia) e farcita con vari ingredienti, salati (in tal caso il ripieno è a base di carne, ortaggi, verdure, formaggi o salumi) o dolci (con ripieno di crema al pistacchio, crema cioccolato, ricotta e miele, preferibilmente locale).
Incerte sono le sue origini. Si tratta, comunque, di un piatto tipico della tradizione contadina di Sortino, che nella sua ricetta originaria consisteva in una focaccia farcita con peperoni. Esisteva già verso la prima metà del '900 ma è stato commercializzato negli anni novanta a Solarino, presso la pizzeria Arc en Ciel, da un pizzaiolo sortinese.
Dal 2021 Sortino detiene la De.Co.(Denominazione Comunale) e il marchio registrato d’impresa.